# 24 ore/Ehi! Stella
24 ore/Ehi! Stella è un singolo de I Due Corsari, pubblicato dalla Dischi Ricordi nel 1959.

## Il disco
I due brani rock and roll saranno inseriti nella raccolta del duo Giorgio Gaber e Enzo Jannacci pubblicata nel 1972.
In entrambe le canzoni i cantanti sono accompagnati dal complesso I Cavalieri.

## 24 ore
Inserita dai due artisti nell'EP pubblicato nel febbraio 1960 e, con arrangiamento diverso e sotto lo pseudonimo Ja-Ga Brothers, nel Qdisc/Ep omonimo del 1983, unico disco pubblicato duo con tale denominazione.

## Tracce
Lato A
1. 24 ore (testo: Giorgio Calabrese – musica: Gian Franco Reverberi)

Lato B
1. Ehi! Stella (testo: Giorgio Calabrese – musica: Gian Franco Reverberi)